# Mosquée de Bagnolet
La mosquée de Bagnolet est un édifice religieux musulman français, situé sur la commune de Bagnolet en Seine-Saint-Denis.

## Situation
La mosquée s'élève dans le quartier de la Dhuys, à l'angle formé par les rues Hoche et Parmentier et surplombe le boulevard périphérique de Paris.

## Historique
Le projet est porté par l'Association de bienfaisance et de fraternité de Bagnolet, créée en 1996. La première pierre est posée le 31 mars 2007 et les travaux débutent un an plus tard. L'édifice est achevé en juillet 2013.